# Pinta (Software)
Pinta ist ein freies Bildbearbeitungsprogramm für die Betriebssysteme Windows, macOS und Linux. Das Aussehen und die Bedienung von Pinta orientieren sich stark an dem Freeware-Programm Paint.NET. Im Vergleich zu GIMP ist Pinta leichtgewichtiger, einfacher zu bedienen und hat einen geringeren Funktionsumfang. Pinta ist in der Programmiersprache C# implementiert und benutzt das GUI-Toolkit GTK und die Grafikbibliothek Cairo. Teile des Quelltextes, speziell der Code für Bildanpassung und Filter, stammen von Paint.NET.
Die Idee zu dem Programm hatte der Novell-Angestellte Jonathan Pobst.

## Funktionsumfang
Pinta ist ein Rastergrafik-Editor mit den üblichen Funktionen der Bildbearbeitung einschließlich Zeichenfunktionen, Filter und Werkzeuge zur Farbkorrektur.
Zu den Hauptfunktionen bezüglich Benutzerfreundlichkeit zählen:
- Undo-Funktion (Rückgängig) ohne Beschränkung,
- mehrsprachige Benutzeroberfläche,
- anpassbare Symbolleisten, die auch als eigene Fenster abgekoppelt werden können.

Im Unterschied zu einigen anderen einfacheren Grafikprogrammen unterstützt Pinta das Arbeiten mit mehreren Bildebenen.

## Geschichte
Die Entwicklung von Pinta begann im Februar 2010 und wurde angeführt von Jonathan Pobst, der damals bei Novell arbeitete. Im September 2011 verkündete Pobst, dass er nicht länger an der Entwicklung von Pinta interessiert sei. Ein neues Entwicklerteam setzte das Projekt fort und entwickelt die Software aktiv weiter. Nach Version 1.6 kam die Entwicklung allerdings für fünf Jahre zum Erliegen, bis im August 2020 mit Version 1.7 ein neues Update erschien.

## Versionsgeschichte
| Version | Erscheinungsdatum  | Änderungen |
| ------- | ------------------ | --- |
| 0.1     | 7. Februar 2010    | Erste Veröffentlichung |
| 0.2     | 15. März 2010      | Verbesserung der Ebenen und der Historie, Live-Vorschau für Ebenenänderungen, Multithreading für Effekte und Korrekturen |
| 0.3     | 3. Mai 2010        | Live-Vorschau Effekte und Korrekturen, 26 Effekte von Paint.NET portiert |
| 0.4     | 6. Juli 2010       | Unterstützung für Internationalisierung, andockbare Fenster, OpenRaster-Unterstützung, Speichern in den Formaten BMP, ICO und TIFF als Ergänzung zu JPEG and PNG |
| 0.5     | 2. November 2010   | Mehr Sprachen, Fehlerkorrekturen |
| 0.6     | 11. Januar 2011    | Fehlerkorrekturen, verbesserte Historie, neu-geschriebenes Text-Werkzeug |
| 0.7     | 2. März 2011       | Fehlerkorrekturen |
| 0.8     | 31. März 2011      | Fehlerkorrekturen |
| 1.0     | 27. April 2011     | Erste stabile Veröffentlichung |
| 1.1     | 13. November 2011  | Fehlerkorrekturen |
| 1.2     | 22. April 2012     | Ebenen können nun einzeln gedreht werden, spezielle Mauszeiger für Werkzeuge, verbessertes Farbverlaufswerkzeug, automatisches Zuschneiden |
| 1.3     | 30. April 2012     | Fehlerkorrekturen |
| 1.4     | 27. September 2012 | Zauberstab-Auswahlwerkzeug, Kopieren und Einfügen für das Textwerkzeug |
| 1.5     | 24. Mai 2014       | nachträglich editierbarer Text; neue Mauszeiger, die ihre Größe je nach Werkzeuggröße ändern; Invertierung des ausgewählten Bereichs möglich; neuer Installer für Windows, der je nach Bedarf auch GTK und das .Net-Framework installiert; verbesserter Dialog zur JPEG-Komprimierung, verbesserter Datei-Öffnen-Dialog |
| 1.6     | 1. März 2015       | Formen-Tools neu entwickelt, Community Add-in-Repository |
| 1.7     | 4. August 2020     | Unterstützung für JASC PaintShop-Pro-Paletten-Dateien, diverse Geschwindigkeitsverbesserungen, Fehlerkorrekturen |
| 2.0     | 31. Dezember 2021  | Portierung auf GTK 3 and .NET 6 |
| 2.1     | 3. Januar 2023     | Fehlerkorrekturen |
| 3.0     | 11. April 2025     | Menüleiste überarbeitet, Portierung auf GTK 4 |